# Rehderodendron kwangtungense
Rehderodendron kwangtungense är en storaxväxtart som beskrevs av Woon Young Chun. Rehderodendron kwangtungense ingår i släktet Rehderodendron och familjen storaxväxter. Inga underarter finns listade i Catalogue of Life.